# ベースボール (ファミコン)
『ベースボール』 (BASEBALL) は、1983年12月7日に任天堂から発売された、ファミリーコンピュータ（ファミコン）用ゲームソフトである。1986年2月21日にディスクシステムへ移植されている。

## 概要
タイトル通り、野球をプレイし勝敗を競うという内容。ファミコン初の野球ゲームで、十字キーの各方向と4つの塁を対応させた操作系統など、その後に登場したプロ野球ファミリースタジアムなどの各種野球ゲームの基礎となった部分を数多く確立している。1人用はコンピュータとの対戦、2人用はプレイヤー同士の対戦となっている。
スポーツゲームの売り上げとしては『Wii Sports』（2006年）、『ゴルフ』（1984年）に次ぐ第3位である。

## ゲーム内容

### 初期選択
C・D・G・S・T・Wの6チームから選択する。これらはセ・リーグ6球団のチーム名の頭文字で、C＝広島東洋カープ（赤、白）、D＝中日ドラゴンズ（水色、白）、G＝読売ジャイアンツ（黒、白）、S＝ヤクルトスワローズ（青、水色）、T＝阪神タイガース（黒、水色）、W＝横浜大洋ホエールズ（青、白）にあたり、ユニフォームの色も各チームのカラーに合わせた色となっている。なお、北米で発売されたNES版では球団名がメジャーリーグに合わせてA（オークランド・アスレチックス）・C（セントルイス・カージナルス）・D（ロサンゼルス・ドジャース）・P（フィラデルフィア・フィリーズ）・R（カンザスシティ・ロイヤルズ）・Y（ニューヨーク・ヤンキース）の6球団となっている。
1人用の場合、先攻か後攻になるかはランダムである。2人用の場合は、コントローラーI側が先攻でコントローラーII側が後攻になる。またコンピュータのチームは選んでいないチームの中からランダムに決定される。ただしセレクトボタンを押しながら電源を立ち上げるか、リセットボタンを押すとタイトル画面に入らず相手は必ずGチームとなる。
アーケード版でも同様であるが、アーケード版では2人用でも先攻か後攻かはランダムで決まる。

### プレイ内容
基本的に野球のルールと同じ。投手は変化球や緩急を使い分けることができ、牽制球を投げることもできる。選手個々人の設定が存在しないため、スタメンを選んだり選手交代を行うことはできず、打者や投手の利き腕はプレイごとにランダムに設定される。投手はいくら投げてもスタミナが衰えることはない。
走者はいつでも進塁を試みることが出来る。打者が打った際、守備側は捕球動作を操作することが出来ず、捕球は自動的に行われる。ただし捕球後はプレイヤーが指定した塁に向かって送球させることが出来る。守備はお粗末なものであり、簡単な内野ゴロを野手が勝手に避けてしまい、外野に抜ける様なこともしばしばあり、プレイヤーにストレスを感じさせることもある。またランナーが無死または一死一・三塁の局面で一塁走者が盗塁を仕掛けた場合、二塁に送球すると必ず本盗（重盗）が成功するため、二塁への盗塁を阻止出来ないという問題点もあった。
9回まで行って決着がつかなかった場合、延長戦などは行わず引き分けで試合終了となる。また、一定以上の点差が開くとコールドゲームが成立するが、二死からスリーバント失敗してチェンジとなった場合、その裏の回にピッチャーが初球を投げた瞬間コールドゲームとなるバグが存在した。
本体付属のコントローラーと拡張端子につないだコントローラーの十字キーを上下逆に入力しながら投球すると、球速が0km/h～1km/hと表示されるほどの極めて遅い球を投げることが出来る。接続する機器にハイパーショットを使うとボタンを押すだけでこの球を投げられる。これを十字キーで変化させると、三塁方向のファウルラインから一塁方向のファウルラインをまたいで最終的にベースを通過する異様な変化球にする事もできる。『どうぶつの森シリーズ』（2001年 - ）に収録されているものは、1つのコントローラーのスティックと十字キーを使い、より簡単にこの球を投げることが可能である。
このゲームは投球中でもポーズがかけられるため、2人用での対戦時にはコントローラーII側のバッティングのタイミングをずらす為にポーズボタンを悪用するケースもあった。

### NES版
上記の通り、チームがアメリカに合わせて変更されている他、ボールカウントの表示がBSO方式（ボール・ストライクの順）に、球速がキロメートル毎時（Km/h）ではなく、マイル毎時（MPH）に変更されているといった違いがある。

## 移植版
| No. | タイトル                                      | 発売日                                                    | 対応機種         | 開発元           | 発売元                 | メディア                               | 型式                                 | 売上本数 | 備考               |
| --- | --------------------------------------------- | --------------------------------------------------------- | ---------------- | ---------------- | ---------------------- | -------------------------------------- | ------------------------------------ | -------- | ------------------ |
| 1   | VS.ベースボール                               | 1984年                                                    | アーケード       | 任天堂           | 任天堂レジャーシステム | 業務用基板                             | -                                    | -        |                    |
| 2   | ベースボール                                  | 1986年2月21日                                             | ディスクシステム | 任天堂開発第一部 | 任天堂                 | ディスクカード片面                     | FMC-BAS                              | -        |                    |
| 3   | どうぶつの森+                                 | 2001年12月14日 2002年9月15日 2003年10月17日 2004年9月24日 | ゲームキューブ   | 任天堂           | 任天堂                 | 8cm光ディスク                          | DOL-P-GAFJ DOL-GAFE-USA DOL-GAFP-EUR | -        |                    |
| 4   | ベースボール                                  | 2006年12月2日 2006年12月29日 2007年1月1日                 | Wii              | 任天堂開発第一部 | 任天堂                 | ダウンロード （バーチャルコンソール)   | -                                    | -        |                    |
| 5   | ベースボール                                  | 2013年10月23日 2013年10月24日                             | Wii U            | 任天堂開発第一部 | 任天堂                 | ダウンロード （バーチャルコンソール)   | -                                    | -        |                    |
| 6   | ファミリーコンピュータ Nintendo Switch Online | 2018年9月19日                                             | Nintendo Switch  | 任天堂           | 任天堂                 | ダウンロード                           | -                                    | -        |                    |
| 7   | VS.ベースボール                               | 2020年6月19日                                             | Nintendo Switch  | 任天堂           | ハムスター             | ダウンロード （アーケードアーカイブス) | -                                    | -        | アーケード版の移植 |

### アーケード版『VS.ベースボール』
「ポイント」が設定されており（初期値は設定により80～400ポイントの8段階から店舗運営者が設定可能）、経過時間により減算されるほか、プレイ内容により増減する。このポイントが0になると、9回までプレイしていなくてもゲームオーバーとなる（追加コインで続行可能）。9回まで行うと試合終了になり、ゲームオーバーになるのはファミコン版と同じ（店舗運営者により「BONUS PLAY」がONに設定されている場合は、試合に勝てば残っているポイントで2試合目がプレイ可能）。
また、守備時にはピッチャー視点（手前にピッチャー、奥にバッター）となる。なおこの視点は、ファミコン版には存在しない。そのため、投球の操作がファミコン版と若干異なる。対戦時には表裏2つの画面を使用するために可能になった仕様である。その他に、アーケード版ではプレイヤーとCPUの攻撃力と守備力をそれぞれ4段階に設定できるため、プレイヤーが一方的に不利な設定や、乱打戦あるいは投手戦に意図的にさせる設定も可能。

## スタッフ
- エグゼクティブ・プロデューサー：山内溥
- プロデューサー：上村雅之
- ディレクター：三木研次
- ゲームデザイン：宮本茂
- デザイナー：杉山直
- サウンド：兼岡行男

## 評価
『ファミリーコンピュータMagazine』の1991年5月10日号特別付録の「ファミコンロムカセット オールカタログ」では、「ファミコン野球の原点」、「投球やバッティングもいたってシンプル」、「守備もコンピュータまかせで操作はものすごく簡単な野球ゲーム」と紹介されている。

## 関連文献
サッカー/ゴルフ/ベースボール. ゲーム必勝法シリーズ. 勁文社